# Indy
Indy (Internet Direct, dawniej Winshoes) są komponentami VCL stworzonymi przez Chada Z. Howera (pseudonim Kudzu) i Indy Pit Crew.

## Zastosowanie
Internet Direct jest zbiorem różnych komponentów sieciowych opartych na architekturze klient-serwer. Oprócz tego zawiera obsługę wątków i wiadomości elektronicznych.

## Lista protokołów (niektóre)
- HTTP
- FTP
- Gopher
- TCP
- UDP
- POP3
- SMTP
- NNTP
- Ident
- IRC
- IMAP4
- Finger
- FSP
- SOCKS
- LPR
- SNPP
- SNTP